# Dongtou (sockenhuvudort i Kina, Jiangxi Sheng, lat 25,31, long 115,91)
Dongtou är en sockenhuvudort i Kina. Den ligger i provinsen Jiangxi, i den sydöstra delen av landet, omkring 380 kilometer söder om provinshuvudstaden Nanchang. Antalet invånare är 7 845. Befolkningen består av 3 715 kvinnor och 4 130 män. Barn under 15 år utgör 25,0 %, vuxna 15-64 år 66 %, och äldre över 65 år 7,0 %.
Runt Dongtou är det ganska tätbefolkat, med 116 invånare per kvadratkilometer. Närmaste större samhälle är Yunmenling, 18,2 km väster om Dongtou. I omgivningarna runt Dongtou växer i huvudsak blandskog.
Genomsnittlig årsnederbörd är 1 936 millimeter. Den regnigaste månaden är maj, med i genomsnitt 372 mm nederbörd, och den torraste är oktober, med 18 mm nederbörd.